# Assassinio di Martin Luther King
L'assassinio di Martin Luther King, attivista e Premio Nobel per la pace, avvenne il 4 aprile 1968 alle ore 18:01.
Al momento dell'uccisione si trovava da solo sul balcone al secondo piano del Lorraine Motel a Memphis. Venne ucciso da un colpo di fucile da caccia alla testa, un proiettile calibro 30-06.

## Il contesto

### Le minacce di morte
Martin ricevette frequenti minacce di morte a causa della sua importanza all'interno del movimento per i diritti civili. Fu costretto a confrontarsi con il rischio di morire, ma consapevole ne ribaltò le conseguenze e ne fece parte integrante della sua filosofia di pensiero: sostenne che un assassinio non potesse fermare la lotta per la parità dei diritti.

Dopo l'assassinio di John Fitzgerald Kennedy, avvenuto il 22 novembre 1963, disse alla moglie Coretta:

### La visita a Memphis
King andò a Memphis, in Tennessee, per sostenere i netturbini afroamericani che organizzarono uno sciopero l'11 febbraio 1968 per protestare contro le diseguaglianze salariali e le condizioni di lavoro imposte dall'allora sindaco Henry Loeb. Ci furono molte morti sul lavoro a causa delle pessime condizioni lavorative. Inoltre, a differenza dei salariati bianchi, gli afroamericani erano costretti a lavorare durante temporali e tempeste.
King tornò a Memphis il 3 aprile per un incontro al Mason Temple. Il suo volo fu ritardato a causa di una minaccia di bomba ma egli pronunciò comunque il suo discorso, che sarebbe poi stato il suo ultimo in pubblico, oggi noto come "I've Been to the Mountaintop". Alla fine del discorso, fece riferimento al pericolo dell'esplosivo: 
(Martin Luther King)

## L'assassinio

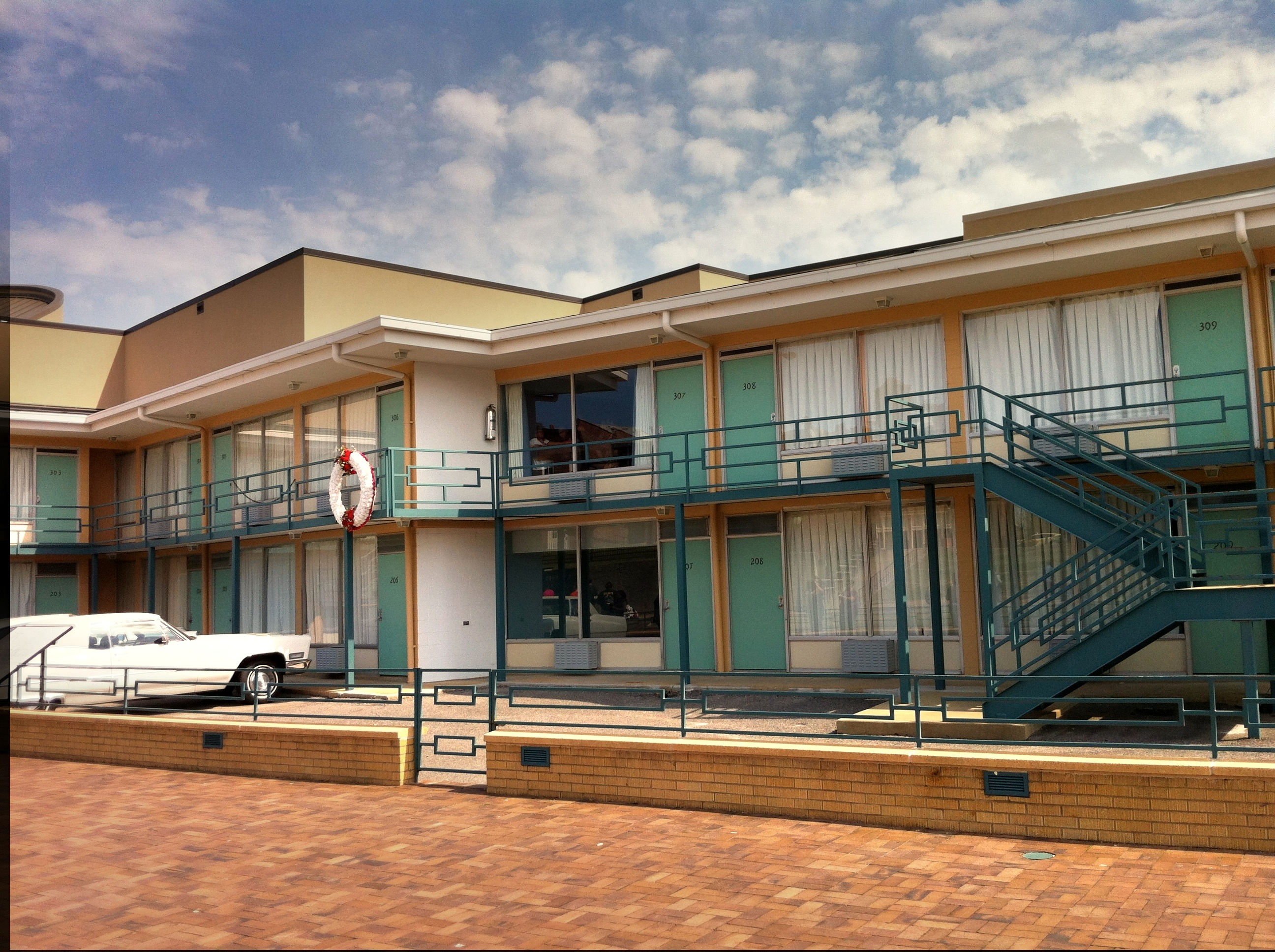
Immagine del Lorraine Motel dove Martin Luther King alloggiava e morì il 4 aprile 1968. Divenuto poi parte del complesso del National Civil Rights Museum

Giovedì 4 aprile 1968 King alloggiava nella camera 306 al Lorraine Motel a Memphis. Il reverendo Ralph Abernathy, amico e collega, informò in seguito il Comitato di Assemblea per l'Assassinio che lui e King avevano soggiornato nella camera 306 al Lorraine Motel così spesso che era conosciuta come "Suite King Abernathy".
Secondo il biografo Taylor Branch, le sue ultime parole furono per il musicista Ben Branch, del quale era previsto un evento per quella sera. King disse:
(Martin Luther King)
King era fuori sul balcone della sua camera quando alle 18:01 fu colpito da un singolo proiettile calibro 30-06 sparato da un Remington 760. Il proiettile attraversò la guancia destra di King, spaccando la mascella e diverse vertebre mentre scendeva lungo il midollo spinale, tagliando la vena giugulare e le arterie principali prima di fermarsi sulla spalla. La forza del colpo strappò la sua cravatta. King cadde violentemente all'indietro sul balcone, incosciente.
Poco dopo lo sparo, i testimoni videro un uomo, più tardi riconosciuto in James Earl Ray, fuggire da una casa affittacamere dall'altra parte della strada rispetto al Lorraine Motel. Ray aveva affittato una stanza lì. La polizia, durante la perquisizione, trovò un pacchetto scaricato vicino al sito, che conteneva un fucile e un binocolo, entrambi con le impronte digitali di Ray, che aveva acquistato il fucile con un altro nome sei giorni prima. Venne lanciata una caccia all'uomo a livello mondiale, che culminò nell'arresto di Ray all'aeroporto Heathrow di Londra due mesi dopo.
Abernathy udì il colpo dentro la stanza del motel e corse sul balcone dove trovò King sanguinante per la ferita alla guancia. Andrew Young, un collega della Southern Christian Leadership Conference, credette inizialmente che King fosse morto, poi sentì una pulsazione.
King venne portato immediatamente al St. Joseph Hospital, dove i medici tentarono una rianimazione cardiopolmonare, ma non riacquistò coscienza e venne dichiarato morto alle 19:05. Secondo Taylor Branch, l'autopsia di King ha rivelato che il suo cuore era nella condizione di un uomo di 60 anni, cosa che Branch attribuisce allo stress dei 13 anni di King nel Movimento per i diritti civili.

## Indagini

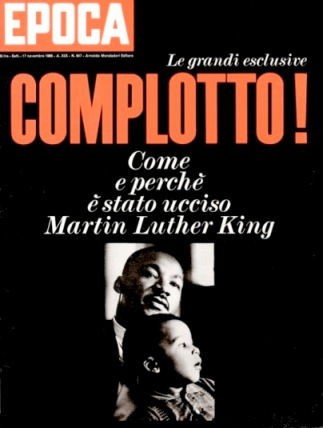
Le teorie sulla morte di Martin Luther King nella copertina della rivista italiana Epoca, 17 novembre 1968

Il giorno seguente l'omicidio, Ramsey Clark, procuratore generale, affermò che si era vicino all'arresto del colpevole, e più di 3500 agenti dell'FBI seguirono il caso. Venne accertato che lo sparo proveniva dalla stanza 5b della pensione Bessie Brower, che si trovava di fronte a quella dove si riposava il pastore.
Interrogata la signora della pensione descrisse con attenzione la persona: alto, magro di mezzà età, registratosi con il nome di John Willard (che si rivelerà essere, insieme a Eric Galt, uno pseudonimo utilizzato da James Earl Ray), insistette per avere una stanza da cui si vedeva il motel Lorraine
Si ritrovò l'arma del delitto, un Remington con mirino telescopico, abbandonato nel marciapiede di fronte ad un negozio, arma rubata due giorni prima in un negozio a Ealnut Grove Road

## Testimonianze
- Ralph Abernathy (1926-1990), leader del movimento per i diritti civili si trovava nella stanza del pastore al momento dello sparo, sentì un rumore simile ad un petardo[6]
- Samuel B. Kyles reverendo, giunse alle 17:30 al motel, come da accordi King doveva cenare a casa sua, lo avvisò che era quasi ora di andare.[10]
- Joseph Louw, unico giornalista rimasto nella città, si trovava nello stesso motel del pastore. Udendo un rumore, come l'aria fosse stata «lacerata»,[11] riuscì a fotografare gli attimi seguenti lo sparo, dopo aver compreso quanto accaduto.
- Solomon Jones, l'autista di King, si trovava nel parcheggio in attesa della partenza al momento dello sparo. Intravide un'ombra nel cortile vicino alla pensione allontanarsi velocemente.[12]

## I sospettati

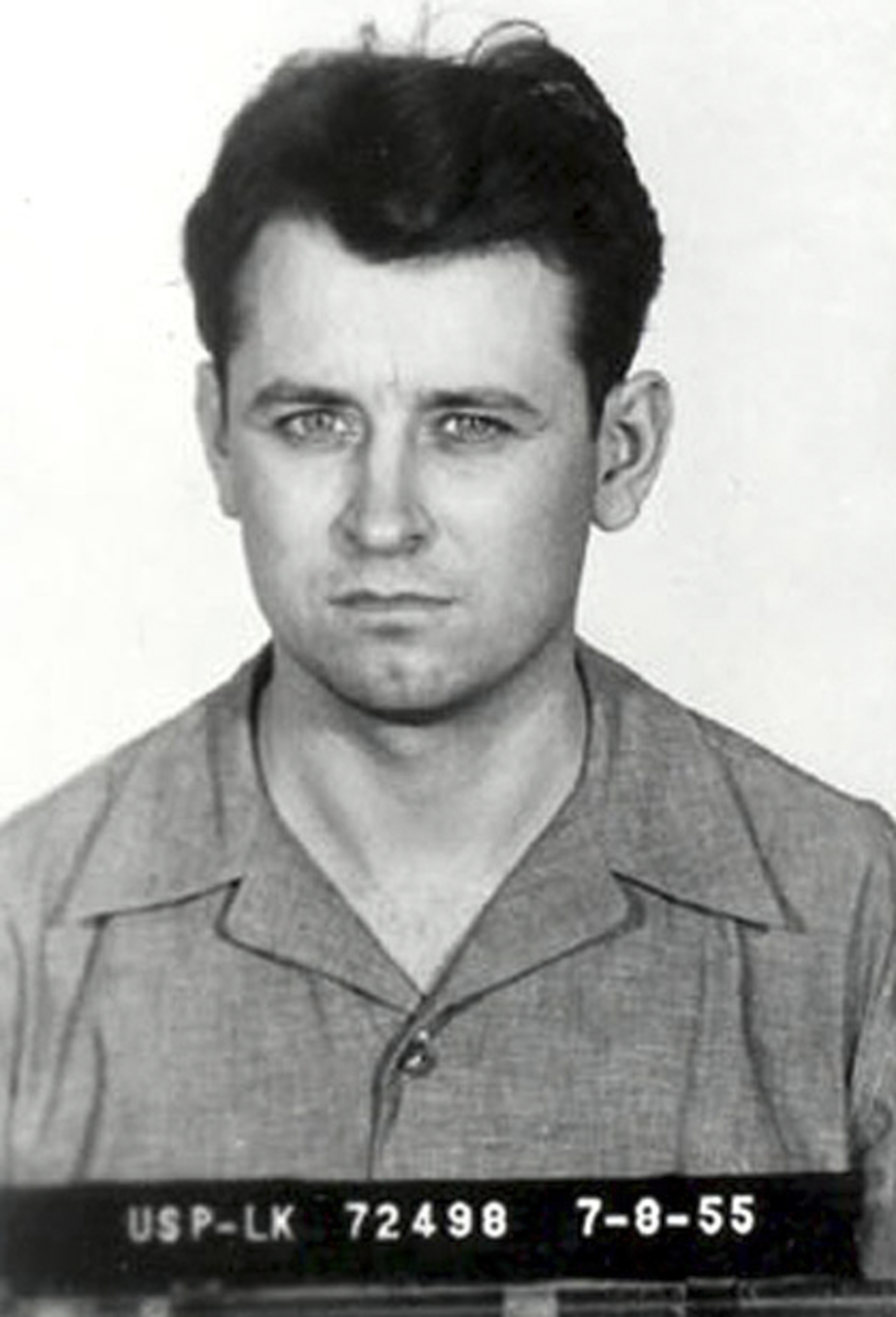
James Earl Ray

- James Earl Ray (1928-1998), fuggitivo dal carcere del Missouri,[13] fuggito nell'aprile del 1967. Nel luglio del 1967 usò il nome di Eric Starvo Galt,[14] che utilizzò per diversi mesi. Comprò inoltre alcune armi utilizzando il nome Harvey Lohmeyer, utilizzando in ambedue i casi nomi realmente esistiti, di persone conosciute da Ray tempo prima.[14] Un altro nome che utilizzò fu Paul E. Bridgeman. Venne arrestato all'aeroporto Heathrow di Londra, mentre cercava di lasciare il Regno Unito con un falso passaporto canadese con il nome di Ramon George Sneyd, con l'intenzione di recarsi a Bruxelles.[5]
- Loyd Jowers, proprietario del Jim Grill,[15] ristorante situato nei pressi del motel dove è stato ucciso il pastore. Rilasciò alla televisione ABC nel 1983 un'intervista dove affermò l'esistenza di una cospirazione nata con l'intento di eliminare King.[16] Nel dicembre del 1999 una giuria decretò che King fu vittima di una cospirazione che includeva lo stesso Jowers,[17] che fu condannato al pagamento della somma di 100 dollari alla famiglia King.[18]

## Il funerale
Il funerale si svolse il 9 aprile, fra i presenti il vicepresidente degli Stati Uniti d'America Hubert Humphrey.
Come richiesto dalla vedova Coretta King al funerale del marito, fu letto l'ultimo sermone che il defunto aveva pronunciato il 4 febbraio di quell'anno. La bara venne trascinata da un carro con due asinelli della Georgia. Nel suo epitaffio si leggeva: «Free at last» (finalmente libero).